# 陈学东 (1964年)
陳學東（1964年8月13日—），男，安徽銅陵人，中国机械工程专家，現任中国工程院院士、中国科协副主席、中国机械工业集团有限公司党委常委、副总经理、总工程师，大明國際控股有限公司獨立非執行董事。

## 生平
1986年，畢業於浙江大学化工机械与设备本科专业，之后又在浙大取得硕士和博士学位。

## 社会兼职
曾任国家压力容器与管道安全工程技术研究中心主任，国际压力容器学会亚大地区委员会委员，中国机械工程学会压力容器分会常务副主任委员，国家质检总局特种设备安全技术委员会副主任委员，中国特种设备检验协会副理事长，中国液压气动密封件工业协会副理事长，全国锅炉压力容器标准化技术委员会委员、副秘书长，全国气瓶标准化技术委员会副主任委员，安徽省机械工程学会副理事长，安徽省力学学会副理事长，合肥工业大学、浙江工业大学兼职博士生导师，华东理工大学兼职教授。安徽省十届人大代表，第十二届全国人大代表。

## 荣誉
2015年12月当选为中国工程院机械与运载工程学部院士。